# John Hanlon (lekkoatleta)
John Austin Thomas Hanlon (ur. 18 grudnia 1905 w Portsmouth, zm. 17 października 1983 w Morpeth) – brytyjski lekkoatleta, sprinter, wicemistrz igrzysk Imperium Brytyjskiego, olimpijczyk.
Na igrzyskach olimpijskich reprezentował Wielką Brytanię, a na igrzyskach Imperium Brytyjskiego Anglię.
Odpadł w eliminacjach biegu na 400 metrów na igrzyskach olimpijskich w 1928 w Amsterdamie.
Zdobył srebrny medal w sztafecie 4 × 110 jardów (sztafeta angielska biegła w składzie: James Cohen, John Heap, Hanlon i Stanley Engelhart) na igrzyskach Imperium Brytyjskiego w 1930 w Hamilton. Na tych samych igrzyskach odpadł również w eliminacjach biegów na 220 jardów i na 440 jardów.
Hanlon był mistrzem Wielkiej Brytanii (AAA) w biegu na 220 jardów w 1929 wicemistrzem na tym dystansie w 1931 i brązowym medalistą w 1930, a w biegu na 440 jardów mistrzem w 1929 i wicemistrzem w 1930.